# مسابقات جهانی ژیمناستیک هنری ۱۹۰۵

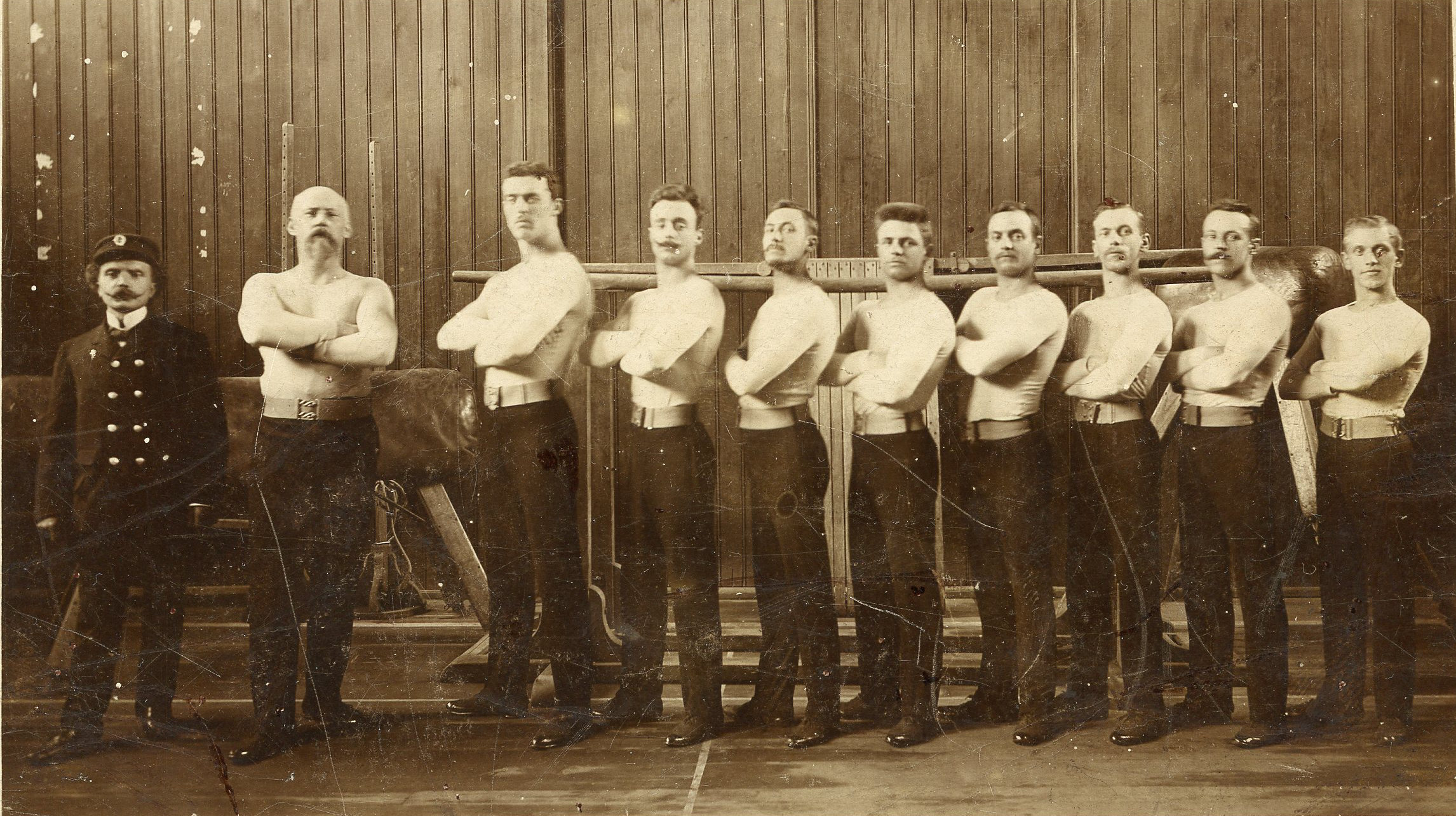
تیم ژیمناستیک هلند

مسابقات جهانی ژیمناستیک هنری ۱۹۰۵ دومین دوره مسابقات جهانی ژیمناستیک هنری است که در شهر بوردو، فرانسه از ۲۲ تا ۲۳ آگوست ۱۹۰۵ میلادی برگزار شده است.

## جدول مدال‌ها
| رتبه | کشور   | طلا | نقره | برنز | مجموع |
| ۱    | فرانسه | ۶   | ۳    | ۵    | ۱۴    |
| ۲    | هلند   | -   | ۱    | -    | ۱     |
| ۳    | بلژیک  | -   | -    | ۱    | ۱     |